# Johann Gottfried Zeiske
Johann Gottfried Zeiske (* 26. Oktober 1681 in Elsterwerda; † 27. August 1756 in Lübben) war ein deutscher Schriftsteller und Pädagoge.

## Leben
Zeiske wurde in der damals kursächsischen Kleinstadt Elsterwerda als Sohn des Krämers und städtischen Bürgermeisters Johann Christian Zeiske geboren.
Er besuchte zunächst die Schule in seiner Vaterstadt. Einem verheerenden Stadtbrand am 9. April des Jahres 1696 fiel auch Zeiskes Elternhaus zum Opfer, wobei die Familie ihr gesamtes Hab und Gut verlor. Zeiske wurde später Alumnus an der Kreuzschule in Dresden. Anschließend studierte er an der Universität in Leipzig, wo er sein Studium als Magister der Philosophie beendete. Nach seiner Studienzeit wurde Zeiske 1710 Konrektor und noch im selben Jahr Rektor am Gymnasium in Lübben. 1711 heiratete er Johanna Sabina Spannaussen. Dem folgte 1713 eine Anstellung als Rektor in Sorau. Bevor er schließlich um 1740 Rektor des Gymnasiums in Bautzen wurde, übernahm er 1732 dieses Amt noch einmal in Lübben.

## Schüler
- Johann Friedrich Bahrdt, evangelischer Theologe, wirkte als Professor und Superintendent in Leipzig

## Werke (Auswahl)
- D. de aeterna silii Die generationis.
- D. de Sphaera armillari. 1708
- Jacobs doppelte Heyrath : wolte in einem Lust-Spiele durch die in Lübben studirende Jugend … vorstellen … und … invitiren. Dresden 1711
- Zu denen … mit der Sorauischen Schul-Jugend angestellten Lust-Spielen wolte durch diese prolusion De kakozel̄eā comica … einladen. Dresden 1715
- Bildniß des an ausnehmender Gelehrsamkeit und vortrefflichen Tugenden wohl-edlen Herrn Jonae Gelenii, … Rectoris der Schule zum heiligen Creutz in Dreßden … Dresden 1727
- Violen auf das Grab … : Trauerschrift auf Christian Heinrich Weiss, Direktor des Friedrichgymnasiums in Altenburg, Mitglied der Societät Christlicher Liebe und Wissenschaften, † 1730. Dresden 1730
- Als der Hochwuerdigste… Herr Heinrich, Hertzog zu Sachsen… im Monat Junio 1736. dero Regirungs- und Kreyss-Stadt Luebben in Nieder-Lausitz erfreuete. Sorau 1736
- Als der Hoch-Edle … Herr … D. David Christian Walther, Hochgräfl. Schönburg. Rath, Leib- u. Hof-Medicus … : Trauerschrift auf Johanna Rosina Walther, geb. Haußmann, † 9. Dez. 1738. Dresden 1739
- Bey der Richter- u. Fritschischen Hochzeit, so … in dem 3. Jubelfeste der Buchdrucker-Kunst 1740 in Budissin gefeyert worden, wolte den Nutzen u. die Verdienste gedachter Kunst um die studirende Jugend erwägen etc. Budissin 1740
- Dem … Friedrich Gottlob Beyer, … welcher im December 1742 … aus der Welt gieng, richtete die Societät der Christlichen Liebe und Wissenschafften … dieses Denckmahl auf … Dresden 1742
- Dem hoch-edelgebohrnen … : Gedenkschrift auf Friedrich Gottlob Beyer, Akzis- u. Stifts-Rat, Dom-Herr zu Wurzen, † Dez. 1741. Dresden 1742
- An dem Beyspiele des … Christian Wilhelm Löschers, … welcher das Zeitliche mit der seeligen Ewigkeit am 4. Octobr. 1746 zu Lübben verwechselte, erwieß die Societät der Christlichen Liebe und Wissenschafften die herrlichen Vortheile eines Rechtsgelehrten … Dresden 1746
- Dem Herrn … : Trauerschrift auf Christoph Heinrich Winkler, Pastor zu St. Afra in Meissen, † 24. Febr. 1755. 1755